# Visztula tartomány
Visztula tartomány vagy Visztula-menti határkörzet vagy (oroszul: Привислинский край, ejtsd Priviszlinszkij kraj, lengyelül: Kraj Nadwiślański vagy Kraj Przywiślański) az Orosz Birodalom legnyugatibb határkörzete volt 1867–1916 között. A tartományt a cári kormány az 1863–65 között lezajlott lengyel–litván felkelés leverése után, 1867 márciusában alakította ki. Ezzel teljes mértékben felszámolta a bécsi kongresszus által 1815-ben alkotmányos királyságként megalapított, Oroszországgal perszonálunióban állt Kongresszusi Lengyelország már korábban is többször megnyirbált autonóm státuszát. Az addigi hivatalos „Lengyel Királyság” elnevezést „Visztula tartományra” (vagy „Visztula-menti határkörzetre”) változtatták, autonóm jogait megvonták, elkülönült igazgatási intézményeit felszámolták, orosz tartományként teljesen betagolták a cári birodalomba. A cári Visztula tartomány 1915-ig, az első világháborúban bekövetkezett orosz visszavonulásig, a német impériumváltásig állt fenn.
A Visztula-menti tartomány területi kiterjedése, határai megegyeztek a Kongresszusi Lengyelországéval. Az Orosz Birodalom felségterülete a Visztula folyó középső szakaszára terjedt ki. Délkeleten a folyó felső folyása, Krakkó városával együtt a Habsburg Monarchia (1867-től az Osztrák–Magyar Monarchia) fennhatósága alatt állt, Galícia tartomány részeként. A Visztula alsó, északi szakasza Thorn (Toruń) városától kezdve a Porosz Királyság Nyugat-Poroszország (Westpreußen) tartományához tartozott. Az orosz Visztula tartomány nyugaton a Posen (Poznań) központú porosz Posen tartománnyal (Provinz Posen) volt határos.

## Elnevezések
Az orosz tartományt német nyelvterületen „Weichselland” (a.m. „Visztulaföld”) néven említik. Ezt a szót politikai jelentésén túl még földrajzi értelemben is használják, a Visztula folyó középső folyásvidékének megjelölésére, őstörténeti és régészeti és népvándorláskori témájú művekben. A területre a Varsói Főkormányzóság (Generalgouvernement Warschau, Generał-Gubernatorstwo Warszawskie) vagy a Visztulai Kormányzóság (Weichselgouvernement) neveket is használták. A Visztula tartományt és a Kaunasi Kormányzóságot (Kovenszkaja Gubernyija, Gouvernement Kowno) együttesen „Orosz-Lengyelországnak” (Russisch-Polen) nevezték. A második világháború óta Visztula tartomány teljes területe Lengyelország területének középső részét képezi.

## Történelme

### Előzményei
A 18. század közepére a Lengyel–Litván Uniót a belső konföderációkból eredő politikai konfliktusok és a korábbi külháborúk sorozata legyengítette. 1768-ben Oroszország protektorátusa lett. Területét 1772-ben, 1793-ban és 1795-ben területét felosztották egymás között a szomszédos nagyhatalmak, az Orosz Birodalom, a Porosz Királyság és a Habsburg Monarchia. Lengyelország 125 esztendőre eltűnt Európa térképéről. 1807-ben Napóleon császár az osztrák-porosz megszállt területrészekből átmenetileg létrehozta a Varsói Hercegséget, amely francia csatlós államként 1815-ig állt fenn. 
Helyette a bécsi kongresszus létrehozta az alkotmányos Lengyel Királyságot, az ún. Kongresszusi Lengyelországot, mely az Orosz Birodalommal perszonálunióban állt, uralkodója a cár volt. A lengyelek több fegyveres felkeléssel próbálták lerázni az idegen uralmat, sikertelenül.

### Jogfosztások az 1830-as felkelés leverése után
Az 1830-as novemberi felkeléskor a lengyel parlament I. Miklós cárt megfosztotta lengyel királyi címétől. A felkelést 1831-re leverték, a cári hatalmat visszaállították, de Lengyelországnak az 1815-ös szerződésben leírt intézményeit (parlamentet, 1791-es alkotmányt, a cár alkotmányos lengyel királyi címét, stb.) már nem állították helyre. A lengyel alkotmány helyét a „Lengyel Királyság Szervezeti Státusza” („Organicseszkij Sztatut Carsztva Polszkava”) elnevezésű cári rendelkezés lépett.
A „Lengyel Királyság” elnevezést ekkor még továbbra is használták, de a névleges fogalom már ki volt üresítve, nem felelt meg tartalmának, különösen nem a kortárs nemhivatalos Kongresszusi Lengyelország elnevezésnek. A terület néhány kiváltsága rövid ideig még megmaradt. Megtartották az egykori Lengyel Királyság fizetőeszközét, a złotyt, és a Kormányzótanács (Rada Administracyjna) néhány korábbi jogkörét is, bár élére orosz cári kormányzót, Ivan Paszkevics tábornagyot, a felkelés leverőjét állították.
1832-ben rendeletileg eltörölték a nemzeti valutát, a lengyel–orosz vámhatárt, sőt a Lengyelországban (Napóleon óta) érvényes metrikus mértékegységrendszert is. A lengyel büntetőtörvénykönyvet érvénytelenítették, helyére az orosz cári BTK került, amely de facto már amúgy is használatban volt, a felkelés kitörése óta. A lengyel katolikus egyházra is csapást mérték, a legtöbb katolikus kolostort bezárták és államosították. 1839-ben a Polocki Szinódus határozatával a görög katolikus egyházat feloszlatták és beolvasztották az orosz ortodox egyházba.
1837-ben  a Kongresszusi Lengyelországot képező vajdaságokat (województwa) átalakították orosz cári kormányzóságokká (guberniumokká).

### Jogfosztások az 1863-as felkelés leverése után
Az 1863-as januári felkelés leverése után még keményebb intézkedések következtek: a felkelés elfogott vezetőit kivégezték. A Bismarckkal megkötött ún. Alvensleben-konvenció értelmében Poroszország segítséget nyújtott a felkelés leveréséhez, és kiadta Oroszországnak az oda menekült lengyeleket. A maradék lengyel autonómiát teljesen megvonták, a politikai és kulturális szabadságjogokat minimumra korlátozták. Minden lengyelországi egyetemet bezártak, ezeket néhány évvel már tisztán orosz tannyelvű felsőoktatási intézményekként nyitották meg újra. A hivatalos helyeken megtiltották a lengyel nyelv használatát, a lengyel nyelvet fokozatosan háttérbe szorították minden intézményben, így az iskolákban is.
1866-ban döntés született Lengyelország igazgatásának átszervezéséről. 1867-ben felszámolták a Lengyel Királyság kormányzati intézményeinek autonómiáját, az Államtanácsot (Rada Stanu) és az Kormányzótanácsot (Rada Administracyjna) orosz kormányzó alá rendelték. A „Kongresszusi Lengyelország” hivatalos címerét megszüntették, a lengyel sas csupán az összbirodalmi címer egyik elemévé süllyedt. 
A „Lengyel Királyság” tíz új kormányzóságát közvetlenül a cári birodalom kormányzóságai közé sorolták, közvetlenül orosz adminisztráció irányítása alatt. A tartomány egy ideig  még névlegesen „Lengyel Királyság” maradt, 1880 után a közigazgatásban és hivatalos iratokban ehelyett a „Priviszlinszkij Kraj”, azaz Visztula-menti tartomány (Visztula-menti határkörzet) elnevezést kezdték használni. Orosz dokumentumokban, iratokban, beszédekben a „Polsa” (Lengyelország) kifejezés használatát még földrajzi értelemben is kerülték. Ezzel az egykori Lengyel Királyság területét betagolták az orosz közigazgatás szervezetébe, amely fölött közvetlenül a mindenkori uralkodó rendelkezett.
1871-ben a beszüntették a Lengyel Királyság saját törvényi közlönyének (Dziennika Praw Królestwa Polskiego) kiadását.
1874-ig a terület orosz birodalmi közigazgatási státusza „helytartóság” (oroszul: namesztnyicsesztvo) volt, melyet cári helytartó (namesztnyik) irányított. 
1874-ben eltörölték a helytartói címet, és az egykori Lengyel Királyság területét Varsói Főkormányzóságnak (lengyelül: generał-gubernatorstwo warszawskie, oroszul: varsavszkoje genyeral-gubernatorsztvo) is kezdték nevezni. 1875-től hivatalosan is „főkormányzóság” (genyeral-gubernatszvo) lett, amelyet főkormányzó (genyeral-gubernator) irányított.
Az 1880-as években a tartományban kizárólagos hivatalos nyelvvé tették az oroszt. A lengyel nyelv használatát megtiltották a hivatalokban és az oktatási intézményekben is.
A kedvezőtlen körülmények és az elnyomó politikai viszonyok ellenére a Visztula-vidék 1880-ra az Orosz Birodalom gazdaságilag legfejlettebb tartományává emelkedett. A tartomány lakossága 1900-ra elérte a 9,4 millió főt. 1894-ben, II. Miklós cár trónra lépésével semmi sem változott. 1897-re az egykori Lengyel Királyság lakosainak 41%-a tudott írni-olvasni, míg Oroszországban ugyanez az európai átlag 30%-át érte el.
A lengyel nyelvű „Kraj Nadwiślański” („Visztula-menti körzet”) elnevezés még inkább kifejezte a Lengyel Királyság és az Orosz Birodalom közötti uniót. Ez a köznyelvi kifejezés az 1880-as évek elejétől kezdett megjelenni hivatalos kiadványokban, dokumentumokban, minden törvényes jogalap nélkül. A „Visztula-menti körzet kormányzója” kifejezés kormányzati dokumentumban – az Államtanács hivatalos közleményében – először 1888. június 11-én jelent meg, ezt a napot tartják a Lengyel Királyság végső és teljes megszűnése dátumának.
Az 1905-ös orosz–japán háborúban elszenvedett orosz vereség és az ezt követő 1905-ös forradalom után a cári kormányzat apróbb engedményeket tett kulturális és vallási kérdésekben.
A Kongresszusi Lengyelország (azaz az alkotmányos Lengyel Királyság) státuszának hivatalos eltörlése ellenére Oroszország cárjai mindvégig (egészen a cárizmus 1917-es bukásáig) továbbra is megtartották és viselték a „Lengyelország királya” uralkodói címet.

### Az 1867-es közigazgatási reform
A Visztula-menti határterületet 1867-ben átszervezték, és 10 új kormányzóságra (oroszul: gubernyija, lengyelül: gubernia) osztották fel, betagolva az Orosz Birodalom közigazgatási rendszerébe. A Visztula mindkét partján 5-5 kormányzóság létesült: a jobb (keleti) parton a Lublini, a Łomżai, a Palackai (Płocki), a Siedlcei és a Suwałki kormányzóság, a bal (nyugati) parton pedig a Varsói, a Kaliszi, a Kielcei, a Petrikói (Piotrkówi) és a Radomi kormányzóság. Az egyes kormányzóságokat kisebb járásokra (oroszul: gmina) osztották fel.
1893-ban egy korrekció keretében a Palackai (Płocki) és Łomżai kormányzóságokból kisebb területeket átcsatolták a Varsói kormányzósághoz.
| Kormányzóság          | Lengyel neve         | Orosz neve (magyar átírásban)                     | Székhelye | Területe (ezer km²) | Lakossága (1905) |
| --------------------- | -------------------- | ------------------------------------------------- | --------- | ------------------- | ---------------- |
| Varsói Kormányzóság   | Gubernia warszawska  | Варшавская губерния (Varsavszkaja gubernyija)     | Varsó     | 17,6                | 2 233 000        |
| Kaliszi Kormányzóság  | Gubernia kaliska     | Калишская губерния (Kalisszkaja gubernyija)       | Kalisz    | 11,3                | 964 000          |
| Kielcei Kormányzóság  | Gubernia kielecka    | Келецкая губерния (Kjeleckaja gubernyija)         | Kielce    | 10,2                | 899 000          |
| Łomżai Kormányzóság   | Gubernia łomżyńska   | Ломжинская губерния (Lomzsinszkaja gubernyija)    | Łomża     | 10,6                | 645 000          |
| Lublini Kormányzóság  | Gubernia lubelska    | Люблинская губерния (Ljublinszkaja gubernyija)    | Lublin    | 16,9                | 1 341 000        |
| Petrikói Kormányzóság | Gubernia piotrkowska | Петроковская губерния (Petrokovszkaja gubernyija) | Piotrków  | 12,2                | 1 640 000        |
| Palackai Kormányzóság | Gubernia płocka      | Плоцкая губерния (Plockaja gubernyija)            | Płock     | 9,4                 | 613 000          |
| Radomi Kormányzóság   | Gubernia radomska    | Радомская губерния (Radomszkaja gubernyija)       | Radom     | 12,4                | 917 000          |
| Siedlcei Kormányzóság | Gubernia siedlecka   | Седлецкая губерния (Szjedleckaja gubernyija)      | Siedlce   | 14,3                | 894 000          |
| Suwałki Kormányzóság  | Gubernia suwalska    | Сувалкская губерния (Szuvalkszkaja gubernyija)    | Suwałki   | 12,4                | 629 000          |

1912-ben egy nagyobb átalakítás keretében a Lublini és a Siedlcei kormányzóságok egyes részeit kihasították, és ezekből Chełm székhellyel megalakították az új Chełmi kormányzóságot (lengyelül: Gubernia Cholmska, oroszul: Холмская губерния). Ezt az egységet azonban leválasztották a Visztula tartományról, és a Kijevi főkormányzóság alá rendelték. Az átalakítással az oroszosítást igyekeztek erősíteni. Ez a közigazgatási beosztás az 1915-os orosz visszavonulásig és a német impériumváltásig fennmaradt.

### Impériumváltás az első világháborúban
Az első világháború első évében elszenvedett vereségek nyomán az orosz hadvezetés 1915 június–szeptember között stratégiai átcsoportosítást hajtott végre. Feladták a volt Lengyelország területét, csapataikat Fehéroroszországba és Ukrajnába vonták vissza. A frontvonal messze keletre tolódott. A kivonuló oroszok az 1812-es oroszországi hadjáratban már jól bevált felperzselt föld taktikáját alkalmazták, azaz felprédálták és kirabolták a maguk mögött hagyott Lengyelországot. Százezernyi lengyel polgári lakost deportáltak Oroszországba, az ellenséggel való együttműködés vádjával.
1916-ra a területet a Német Császárság és Ausztria–Magyarország csapatai szállták meg. A központi hatalmak terve szerint ki akarták alakítani az új Lengyel Királyságot, más néven „Régenskirályságot”. Német–osztrák presztízsvita kezdődött arról, hogy az új monarchia uralkodója a német Hohenzollern-házból vagy a Habsburg–Lotaringiai-házból kerülhessen ki. 1917-ben Szovjet-Oroszország kivált a háborúból. 1918 elején a breszt-litovszki békeszerződés értelmében minden cári lengyel terület a hivatalosan is a Német Császárság és az Osztrák–Magyar Monarchia kezelésébe került. Az 1918 októberében a többi fronton bekövetkező összeomlás és az Osztrák–Magyar Monarchia széthullása miatt azonban a terv meghiúsult. A káoszból az 1918 végén kikiáltott Második Lengyel Köztársaság emelkedett ki.

## Vezetői
A Visztulai terület helytartói (1874-ig)
- 1863–74: Friedrich Wilhelm Rembert von Berg(wd) (Fjodor Fjodorovics Berg) altábornagy

Varsó főkormányzói (1874-től)
- 1874–1880: Paul Demetrius von Kotzebue(wd) gyalogsági tábornok (Pavel Jevsztafjevics Kocebu), Otto von Kotzebue(wd) tengerész, felfedező féltestvére
- 1880–1883: Pjotr Pavlovics Albegyinszkij(wd) lovassági tábornok
- 1883–1894: Ioszif Vlagyimirovics Gurko altábornagy
- 1894–1896: Pavel Andrejevics Suvalov(wd) gyalogsági tábornok
- 1896–1900: Alekszandr Konsztantyinovics Imeretinszkij(wd) gyalogsági tábornok
- 1900–1905: Mihail Ivanovics Csertkov(wd) lovassági tábornok
- 1905: Konsztantyin Klavgyevics Makszimovics(wd) lovassági tábornok
- 1905–1914: Georgij Antonovics Szkalon(wd) lovassági tábornok
- 1914: Jakov Grigorjevics Zsilinszkij lovassági tábornok
- 1914–1917 februárjáig: Pavel Nyikolajevics Jengalicsev(wd) altábornagy (névlegesen)

## Kapcsolódó információ
- Norman Davies. Lengyelország története, ford. Bojtár Péter, Budapest: Osiris (2006). ISBN 9789633898734
- Manfred Alexander. Kleine Geschichte Polens (német nyelven). Stuttgart: Reclam, Philipp, jun. GmbH (2003). ISBN 978-3150105221
- Gotthold Rhode. Geschichte Polens (német nyelven) (1980). ISBN 978-3534007639
- Jerzy Topolski. Die Geschichte Polens (német nyelven). Varsó: Interpress (1985). ISBN 978-8322319567
- Jerzy Topolski. Historia Polski (lengyel nyelven). Poznań: Poznanskie (2015). ISBN 978-8379762699
- Roman Dmowski.szerk.: Andrzej Chwalba: Deutschland, Rußland und die polnische Frage, Polen und der Osten. Texte zu einem spannungsreichen Verhältnis, lengyel-német fordítók: Jan Conrad, Friedrich Griese, Denken und Wissen. Eine Polnische Bibliothek (német nyelven), Suhrkamp Verlag. ISBN 978-3518417317